# 田原市立神戸小学校
田原市立神戸小学校（たはらしりつ かんべしょうがっこう）は、愛知県田原市神戸町にある公立小学校。

## 概要
- 神戸町、西神戸町、南神戸町、東赤石が校区であり、公立中学校に進学する場合は田原市立東部中学校へ進学する [1]。

## 沿革
神戸小学校の設立年は明治20年（1887年）である。これはこの地域の小学校を統合し、神戸尋常小学校が設立した年である。ここではそれ以前についても記述する。
- 1873年（明治6年）10月 - 青津村に青津学校が開校。青津村、新美村、谷ノ口村、大草村[2]の児童が通学する。
- 1875年（明治8年） - 大草村が単独で第10中学区第65番小学大草学校を開校する。新美村が離脱し、単独で新美学校を開校する。
- 1878年（明治11年）
  - 5月 - 青津学校から谷之口学校が分離する。
  - 9月 - 青津学校から赤松学校が分離する。
  - 11月28日 - 新美村、志田村、赤松村、東ヶ谷村、本前村、谷ノ口村、青津村、市場村、漆田村、水川村が合併し、神戸村が発足。
- 1881年（明治14年） - 神戸村字東ヶ谷を校区とする東ヶ谷学校を、神戸村字水川を校区とする水川学校を分離する。
- 1882年（明治15年）8月20日 - 神戸村から西神戸村、東神戸村、南神戸村が分立。青津学校は神戸学校に改称する。神戸学校、赤松学校、水川学校は神戸村、新美学校は西神戸村、東ヶ谷学校は東神戸村、谷之口学校は南神戸村の学校となる。
- 1887年（明治20年）
  - 4月 - 神戸学校、赤松学校、水川学校、新美学校、東ヶ谷学校、谷之口学校、大草を統合し、神戸尋常小学校となる。統合校舎は無く、旧・神戸学校が第一仮教場、旧・東ヶ谷学校が第二仮教場、谷之口学校が第三仮教場、水川学校が第四仮教場、大草学校が第五仮教場となる。
  - 5月27日 - 神郷尋常小学校に改称する。
  - 10月 - 第一から第五仮教場を廃止し整理。神戸仮教場と南神戸仮教場の2教場とする。
- 1888年（明治21年）7月 - 旧・第五仮教場が渥美郡小学簡易科大草学校として復活する。
- 1892年（明治25年）8月 - 現在地に統合校舎が完成し、神戸仮教場と南神戸仮教場を統合する。高等科を設置し、神郷尋常高等小学校に改称する。
- 1907年（明治40年）4月 - 神戸尋常高等小学校に改称する。
- 1941年（昭和16年）4月1日 - 神戸村神戸国民学校に改称する。
- 1947年（昭和22年）4月1日 - 神戸村立神戸小学校に改称する。
- 1955年（昭和30年）1月1日 - 田原町、神戸村、野田村と合併し、改めて田原町となる。同時に田原町立神戸小学校に改称する。
- 1959年（昭和34年） - 新校舎（鉄筋コンクリート造）が完成する。
- 1963年（昭和38年） - 神戸小学校に隣接していた旧・神戸中学校（1961年廃校）の校舎を解体。跡地は運動場の拡張に用いる。
- 1973年（昭和48年）1月22日 - 新校舎、屋内運動場が完成する。
- 1978年（昭和53年） - プールが完成する。
- 1997年（平成9年） - 校舎を改築、管理棟を改修する。
- 2003年（平成15年）8月20日 - 田原町が赤羽根町を編入し市制施行。田原市が発足。同時に田原市立神戸小学校に改称する。

## 交通アクセス
- 豊橋鉄道渥美線三河田原駅下車、徒歩約30分。
- 田原市ぐるりんバスぐるりんミニバス表浜線「神戸小学校」バス停より徒歩約3分。

## 周辺施設
- 田原市立東部中学校
- 渥美病院